# Les Foudres de la vengeance
Les Foudres de la vengeance est le 20e épisode de la saison 6 de la série télévisée Buffy contre les vampires.

## Résumé
À la suite de la mort de Tara, Willow essaie de la ressusciter en faisant directement appel à Osirus (le Dieu de la mort). Mais cette fois-ci, contrairement à la résurrection de Buffy, elle lui est refusée, car la mort n'est pas due à la magie. Accablée par le chagrin et la colère, elle congédie Osirus avec un sort très puissant. Elle décide de se venger de Warren, le meurtrier, et se rend à la boutique de magie, où elle absorbe littéralement tous les grimoires de magie noire, ce qui fait que ses cheveux et ses vêtements arborent une couleur sombre et elle devient Dark Willow. Buffy, quant à elle, est emmenée à l'hôpital, car elle aussi a été touchée d'une balle par Warren. Lorsque les médecins commencent à l'opérer, la sorcière arrive et fait sortir par magie la balle de sa poitrine, ce qui la sauve. La Tueuse se réveille et se demande ce qu'a sa meilleure amie en la voyant. Warren, quant à lui, apprend dans un bar à vampires que Buffy n'est pas morte. Il va voir le sorcier Rack afin d'acquérir la magie nécessaire pour se protéger. Dark Willow, Buffy et Alex cherchent le meurtrier en voiture. Au moment où ils croient le trouver, et que la sorcière essaie de l'étrangler, elle s'aperçoit que ce n'est en fait qu'un robot. Buffy et Alex, inquiets du comportement de leur camarade, lui demandent pourquoi elle cherche à le tuer. Elle leur apprend alors la mort de Tara avant de décider de partir seule à la recherche de Warren. 
Buffy et Alex retrouvent Dawn prostrée près du corps de Tara. Après l'avoir réconfortée, la Tueuse décide alors de la confier à Spike. Quand elles arrivent dans sa crypte, elles la trouvent occupée par Clement qui leur apprend que le vampire a quitté Sunnydale et qu'il ne reviendra pas avant longtemps. Spike est en Afrique où il va trouver un démon, lui demande de le rendre comme il était avant, mais celui-ci tient d'abord à lui faire passer des épreuves. Alex découvre qu'Anya est redevenue un démon vengeur, mais cette dernière accepte néanmoins de coopérer pour les aider à retrouver Willow, dont elle peut sentir la soif de vengeance. La sorcière a, quant à elle, lancé un sort de localisation pour retrouver Warren dans la forêt. Il s'ensuit une course poursuite magique, à l'issue de laquelle elle attache Warren pour lui rappeler ses méfaits, le torture puis le tue écorcher vif. Elle le fait ensuite disparaître en le brûlant sous les yeux de Buffy, Alex et Anya avant de disparaître à son tour.

## Statut particulier de l'épisode
Willow se révèle être le grand méchant de la fin de la saison en prenant son identité de « Dark Willow ». La rédaction d'Entertainment Weekly classe l'épisode à la 16e place des meilleurs épisodes des séries de Whedon, le comptant comme un double épisode avec Rouge passion, avec en commentaire : « Nous sommes pleinement nous-mêmes lorsque nous faisons l'expérience de la joie la plus absolue ou de la misère la plus abjecte. […] Dark Willow devient le grand méchant de la saison 6 et sa voie vers la destruction gratuite est à la fois cathartique et dévastatrice ». Pour Noel Murray, du site The A.V. Club, la première partie de l'épisode est « fantastique » et « prend aux tripes » puis il piétine à partir du moment où Buffy et Alex tentent de raisonner Willow mais le final est très intense. Les rédacteurs de la BBC évoquent un épisode « impressionnant » où Alyson Hannigan réalise un « travail phénoménal » et notent qu'ils ont retrouvé depuis Rouge passion « l'énergie et l'enthousiasme » qui manquaient aux épisodes précédents. Mikelangelo Marinaro, du site Critically Touched, lui donne la note de A, évoquant un épisode « presque parfait » où « Alyson Hannigan vole la vedette » et ajoutant qu'il admire que « les scénaristes prennent des risques avec les principaux personnages ».

## Distribution

### Acteurs et actrices crédités au générique
- Sarah Michelle Gellar : Buffy Summers
- Nicholas Brendon : Alexander Harris
- Emma Caulfield : Anya Jenkins
- Michelle Trachtenberg : Dawn Summers
- James Marsters : Spike
- Alyson Hannigan : Willow Rosenberg

### Acteurs et actrices crédités en début d'épisode
- Danny Strong : Jonathan Levinson
- Adam Busch : Warren Mears
- Tom Lenk : Andrew Wells
- Jeff Kober : Rack
- Amelinda Embry : Katrina
- Amber Benson : Tara Maclay

### Acteurs et actrices crédités en fin d'épisode
- James Charles Leary : Clement